# Championnats de Pologne d'escrime
Les championnats de Pologne d'escrime sont organisés tous les ans par la Polski Związek Szermierczy depuis 1924. On y attribue les titres de champions de Pologne lors d'épreuves individuelles et par équipes.

## Championnats de Pologne individuels

### Palmarès
| Année | Fleuret masculin       | Fleuret féminin           | Épée masculine          | Épée féminine            | Sabre masculin          | Sabre féminin       |
| 2024  | Leszek Rajski          | Martyna Jelińska          | Maciej Bielec           | Alicja Klasik            | Olaf Stasiak            | Zuzanna Cieślar     |
| 2023  | Leszek Rajski          | Julia Walczyk-Klimaszyk   | Radosław Zawrotniak     | Renata Knapik-Miazga     | Krzysztof Kaczkowski    | Zuzanna Cieślar     |
| 2022  | Adrian Wojtkowiak      | Julia Walczyk             | Maciej Bielec           | Renata Knapik-Miazga     | Krzysztof Kaczkowski    | Zuzanna Cieślar     |
| 2021  | Andrzej Rządkowski     | Julia Walczyk             | Seweryn Brzozowski      | Barbara Brych            | Mateusz Knez            | Zuzanna Cieślar     |
| 2020  | Leszek Rajski          | Katarzyna Lachman         | Maciej Bielec           | Renata Knapik-Miazga     | Adrian Stanisławski     | Małgorzata Kozaczuk |
| 2019  | Leszek Rajski          | Martyna Synoradzka        | Maciej Bielec           | Ewa Trzebińska           | Grzegorz Dominik        | Sylwia Matuszak     |
| 2018  | Andrzej Rządkowski     | Julia Walczyk             | Radosław Zawrotniak     | Ewa Nelip                | Mikołaj Grzegorek       | Małgorzata Kozaczuk |
| 2017  | Leszek Rajski          | Martyna Synoradzka        | Karol Kostka            | Aleksandra Zamachowska   | Jakub Ociński           | Marta Puda          |
| 2016  | Michał Janda           | Hanna Łyczbińska          | Radosław Zawrotniak     | Magdalena Piekarska      | Adam Skrodzki           | Katarzyna Kędziora  |
| 2015  | Filip Płocharski       | Marta Łyczbińska          | Mateusz Nycz            | Danuta Dmowska-Andrzejuk | Adam Skrodzki           | Aleksandra Socha    |
| 2014  | Leszek Rajski          | Martyna Synoradzka        | Marcel Baś              | Magdalena Piekarska      | Adam Skrodzki           | Bogna Jóźwiak       |
| 2013  | Filip Płocharski       | Martyna Synoradzka        | Tomasz Motyka           | Renata Knapik            | Adam Skrodzki           | Katarzyna Kędziora  |
| 2012  | Paweł Kawiecki         | Sylwia Gruchała           | Piotr Kruczek           | Renata Knapik            | Adam Skrodzki           | Bogna Jóźwiak       |
| 2011  | Marcin Zawada          | Sylwia Gruchała           | Robert Andrzejuk        | Danuta Dmowska-Andrzejuk | Marcin Koniusz          | Katarzyna Kędziora  |
| 2010  | Leszek Rajski          | Karolina Chlewińska       | Piotr Sadowy            | Małgorzata Stroka        | Marcin Koniusz          | Marta Wątor         |
| 2009  | Radosław Glonek        | Małgorzata Wojtkowiak     | Tomasz Motyka           | Danuta Dmowska-Andrzejuk | Adam Skrodzki           | Aleksandra Socha    |
| 2008  | Radosław Glonek        | Sylwia Gruchała           | Rubén Limardo           | Danuta Dmowska-Andrzejuk | Marcin Koniusz          | Aleksandra Socha    |
| 2007  | Michał Majewski        | Sylwia Gruchała           | Tomasz Motyka           | Olga Cygan               | Patryk Pałasz           | Bogna Jóźwiak       |
| 2006  | Sławomir Mocek         | Sylwia Gruchała           | Rubén Limardo           | Danuta Dmowska           | Patryk Pałasz           | Bogna Jóźwiak       |
| 2005  | Wojciech Szuchnicki    | Anna Rybicka              | Krzysztof Mikołajczak   | Małgorzata Stroka        | Bartłomiej Olejnik      | Irena Więckowska    |
| 2004  | Tomasz Ciepły          | Sylwia Gruchała           | Tomasz Motyka           | Danuta Dmowska           | Adam Skrodzki           | Bogna Jóźwiak       |
| 2003  | Sławomir Mocek         | Sylwia Gruchała           | Tomasz Motyka           | Monika Lampkowska        | Marcin Koniusz          | Aleksandra Socha    |
| 2002  | Sławomir Mocek         | Sylwia Gruchała           | Tomasz Motyka           | Beata Tereba             | Rafał Sznajder          | Aleksandra Socha    |
| 2001  | Przemysław Fogt        | Magdalena Mroczkiewicz    | Marek Petraszek         | Monika Maciejewska       | Rafał Sznajder          | Irena Więckowska    |
| 2000  | Tomasz Ciepły          | Magdalena Mroczkiewicz    | Robert Andrzejuk        | Magdalena Jeziorowska    | Marcin Sobala           | Katarzyna Piguła    |
| 1999  | Wojciech Szuchnicki    | Sylwia Gruchała           | Robert Andrzejuk        | Monika Maciejewska       | Norbert Jaskot          | Aleksandra Socha    |
| 1998  | Jarosław Rodzewicz     | Anna Rybicka              | Tomasz Szklarski        | Olga Cygan               | Rafał Sznajder          |                     |
| 1997  | Adam Krzesiński        | Katarzyna Felusiak        | Aleksander Koczergin    | Barbara Ciszewska        | Tomasz Stusiński        |                     |
| 1996  | Adam Krzesiński        | Anna Stokłosa             | Tomasz Szklarski        | Iwona Kowalewska         | Janusz Olech            |                     |
| 1995  | Ryszard Sobczak        | Anna Rybicka              | Bartłomiej Kurowski     | Anna Medyńska            | Janusz Olech            |                     |
| 1994  | Ryszard Sobczak        | Monika Maciejewska        | Witold Rajmund Gadomski | Anna Rotkiewicz          | Robert Kościelniakowski |                     |
| 1993  | Ryszard Sobczak        | Anna Rybicka              | Marek Jędruś            | Magdalena Jeziorowska    | Marek Gniewkowski       |                     |
| 1992  | Piotr Kiełpikowski     | Anna Sobczak              | Witold Rajmund Gadomski | Dorota Słomińska         | Janusz Olech            |                     |
| 1991  | Leszek Bandach         | Hanna Prusakowska         | Sławomir Nawrocki       | Anita Iwańska            | Paweł Postek            |                     |
| 1990  | Cezary Siess           | Anna Sobczak              | Marek Stępień           | Renata Wójcicka          | Leszek Gajda            |                     |
| 1989  | Bogusław Zych          | Anna Sobczak              | Marek Stępień           | Ewa Kowalczyk            | Robert Kościelniakowski |                     |
| 1988  | Marian Sypniewski      | Jolanta Królikowska       | Mariusz Strzałka        | Ewa Kowalczyk            | Janusz Olech            |                     |
| 1987  | Waldemar Ciesielczyk   | Agnieszka Dubrawska       | Robert Felisiak         |                          | Andrzej Kostrzewa       |                     |
| 1986  | Marian Sypniewski      | Joanna Stanisławska       | Leszek Swornowski       |                          | Janusz Olech            |                     |
| 1985  | Bogusław Zych          | Jolanta Królikowska       | Piotr Sozański          |                          | Tadeusz Piguła          |                     |
| 1984  | Bogusław Zych          | Krystyna Rachel           | Robert Felisiak         |                          | Tadeusz Piguła          |                     |
| 1983  | Bogusław Zych          | Jolanta Królikowska       | Jerzy Janikowski        |                          | Dariusz Wódke           |                     |
| 1982  | Marian Sypniewski      | Agnieszka Dubrawska       | Andrzej Lis             |                          | Andrzej Kostrzewa       |                     |
| 1981  | Leszek Bandach         | Agnieszka Dubrawska       | Jerzy Janikowski        |                          | Tadeusz Piguła          |                     |
| 1980  | Lech Koziejowski       | Barbara Wysoczańska       | Ludomir Chronowski      |                          | Leszek Jabłonowski      |                     |
| 1979  | Przemysław Jabłoński   | Barbara Wysoczańska       | Henryk Fabian           |                          | Dariusz Wódke           |                     |
| 1978  | Arkadiusz Godel        | Krystyna Urbańska         | Leszek Swornowski       |                          | Leszek Jabłonowski      |                     |
| 1977  | Ziemowit Wojciechowski | Barbara Wysoczańska       | Jerzy Janikowski        |                          | Jacek Bierkowski        |                     |
| 1976  | Marek Dąbrowski        | Grażyna Staszak           | Henryk Fabian           |                          | Jacek Bierkowski        |                     |
| 1975  | Ziemowit Wojciechowski | Grażyna Staszak           | Zbigniew Matwiejew      |                          | Józef Nowara            |                     |
| 1974  | Ziemowit Wojciechowski | Ludmiła Bortnowska        | Kazimierz Barburski     |                          | Jerzy Pawłowski         |                     |
| 1973  | Arkadiusz Godel        | Jolanta Bebel             | Bohdan Gonsior          |                          | Franciszek Sobczak      |                     |
| 1972  | Witold Woyda           | Elżbieta Franke           | Henryk Nielaba          |                          | Jerzy Pawłowski         |                     |
| 1971  | Adam Lisewski          | Halina Balon              | Bohdan Andrzejewski     |                          | Jerzy Pawłowski         |                     |
| 1970  | Marek Dąbrowski        | Kamilla Składanowska      | Bohdan Gonsior          |                          | Jerzy Pawłowski         |                     |
| 1969  | Ryszard Parulski       | Elżbieta Cymerman         | Janusz Kurczab          |                          | Jerzy Pawłowski         |                     |
| 1968  | Ryszard Parulski       | Elżbieta Cymerman         | Bohdan Andrzejewski     |                          | Jerzy Pawłowski         |                     |
| 1967  | Adam Lisewski          | Elżbieta Cymerman         | Michał Butkiewicz       |                          | Jerzy Pawłowski         |                     |
| 1966  | Ryszard Parulski       | Elżbieta Cymerman         | Ryszard Rutkowski       |                          | Andrzej Piątkowski      |                     |
| 1965  | Witold Woyda           | Elżbieta Cymerman         | Janusz Kurczab          |                          | Jerzy Pawłowski         |                     |
| 1964  | Witold Woyda           | Elżbieta Cymerman         | Bohdan Gonsior          |                          | Emil Ochyra             |                     |
| 1963  | Zbigniew Skrudlik      | Elżbieta Cymerman         | Michał Butkiewicz       |                          | Jerzy Pawłowski         |                     |
| 1962  | Egon Franke            | Sylwia Julito             | Jerzy Strzałka          |                          | Wojciech Zabłocki       |                     |
| 1961  | Zbigniew Skrudlik      | Genowefa Kusznir-Wojtasik | Janusz Kurczab          |                          | Jerzy Pawłowski         |                     |
| 1960  | Janusz Różycki         | Barbara Orzechowska       | Andrzej Kryński         |                          | Emil Ochyra             |                     |
| 1959  | Ryszard Parulski       | Sylwia Julito             | Wiesław Glos            |                          | Emil Ochyra             |                     |
| 1958  | Henryk Nielaba         | Sylwia Julito             | Wiesław Glos            |                          | Jerzy Pawłowski         |                     |
| 1957  | Jerzy Twardokens       | Sylwia Julito             | Wojciech Rydz           |                          | Wojciech Zabłocki       |                     |
| 1956  | Kazimierz Reychman     | Barbara Orzechowska       | Wojciech Rydz           |                          | Jerzy Pawłowski         |                     |
| 1955  | Wojciech Rydz          | Anna Adamczyk             | Wojciech Rydz           |                          | Jerzy Twardokens        |                     |
| 1954  | Jerzy Szrejder         | Anna Włodarczyk           | Mieczysław Czypionka    |                          | Wojciech Zabłocki       |                     |
| 1953  | Jerzy Twardokens       | Anna Włodarczyk           | Dariusz Jaroń           |                          | Jerzy Pawłowski         |                     |
| 1952  | Jerzy Twardokens       | Anna Włodarczyk           | Wojciech Rydz           |                          | Wojciech Zabłocki       |                     |
| 1951  | Jerzy Twardokens       | Irena Nawrocka            | Zygmunt Grodner         |                          | Wojciech Zabłocki       |                     |
| 1950  | Zbigniew Czajkowski    | Anna Skupień              | Jan Nawrocki            |                          | Marian Suski            |                     |
| 1949  | Antoni Sobik           | Herta Liszkowska          | Tadeusz Mroczek         |                          | Antoni Sobik            |                     |
| 1948  | Stanisław Sołtan       | Irena Nawrocka            | Jan Nawrocki            |                          | Antoni Sobik            |                     |
| 1947  | Bolesław Banaś         | Irena Nawrocka            | Jan Nawrocki            |                          | Antoni Sobik            |                     |
| 1946  | Bolesław Banaś         | Anna Skupień              | Bolesław Banaś          |                          | Teodor Zaczyk           |                     |
| 1939  | Antoni Sobik           | Jadwiga Duch-Markowska    | Bolesław Banaś          |                          | Władysław Segda         |                     |
| 1938  | Bolesław Banaś         | Herta Stanoszkówna        | Teodor Zaczyk           |                          | Władysław Segda         |                     |
| 1937  | Antoni Sobik           | Herta Stanoszkówna        | Jan Nawrocki            |                          | Władysław Segda         |                     |
| 1936  | Bolesław Banaś         | Herta Stanoszkówna        | Antoni Sobik            |                          | Antoni Sobik            |                     |
| 1935  | Tadeusz Friedrich      | Herta Stanoszkówna        |                         |                          | Władysław Segda         |                     |
| 1934  | Tadeusz Friedrich      | Jadwiga Duch-Markowska    | Jerzy Mirowski          |                          | Leszek Lubicz-Nycz      |                     |
| 1933  | Tadeusz Friedrich      | Gertruda Gronowska        | Władysław Segda         |                          | Władysław Segda         |                     |
| 1932  | Tadeusz Friedrich      | Mira Lanżanka             | Władysław Segda         |                          | Adam Papée              |                     |
| 1931  | Władysław Segda        | Gertruda Gronowska        | Kazimierz Laskowski     |                          | Leszek Lubicz-Nycz      |                     |
| 1930  | Władysław Segda        |                           | Kazimierz Szempliński   |                          | Kazimierz Laskowski     |                     |
| 1929  | Władysław Segda        | Wanda Dubieńska           | Kazimierz Laskowski     |                          | Adam Papée              |                     |
| 1928  | Władysław Segda        | Antonina Latinikówna      | Kazimierz Laskowski     |                          | Adam Papée              |                     |
| 1927  | Władysław Segda        |                           | Leon Brzeski            |                          | Adam Papée              |                     |
| 1926  | Tadeusz Friedrich      |                           | Tadeusz Friedrich       |                          | Adam Papée              |                     |
| 1925  | Władysław Segda        |                           | Tadeusz Friedrich       |                          | Tadeusz Friedrich       |                     |
| 1924  | Konrad Winkler         |                           | Aleksander Małecki      |                          | Konrad Winkler          |                     |

## Championnats de Pologne par équipes
Depuis 1932.

### Palmarès
| Année | Fleuret masculin        | Fleuret féminin         | Épée masculine  | Épée féminine    | Sabre masculin   | Sabre féminin    |
| 2013  | Wrocławianie            | AZS Sietom AWFiS Gdańsk | AZS AWF Wrocław | AZS AWF Warszawa | KKSz Konin       | AZS AWF Warszawa |
| 2012  | Wrocławianie            | AZS AWF Warszawa        | AZS AWF Kraków  | AZS AWF Warszawa | AZS AWF Katowice | OŚ AZS Poznań    |
| 2011  | Wrocławianie            | AZS Sietom AWFiS Gdańsk | AZS AWF Kraków  | AZS AWF Warszawa | KKSz Konin       | OŚ AZS Poznań    |
| 2010  | Wrocławianie            | AZS Sietom AWFiS Gdańsk | AZS AWF Wrocław | AZS AWF Warszawa | AZS AWF Katowice | OŚ AZS Poznań    |
| 2009  | Wrocławianie            | AZS Sietom AWFiS Gdańsk | AZS AWF Kraków  | AZS AWF Warszawa | AZS AWF Katowice | AZS AWF Warszawa |
| 2008  | AZS AWF Warszawa        | AZS Sietom AWFiS Gdańsk | AZS AWF Wrocław | AZS AWF Warszawa | AZS AWF Katowice | OŚ AZS Poznań    |
| 2007  | AZS Sietom AWFiS Gdańsk | AZS Sietom AWFiS Gdańsk | Piast Gliwice   | AZS AWF Warszawa | KKSz Konin       | AZS AWF Warszawa |